# Metropis nigrifrons
Metropis nigrifrons är en insektsart som beskrevs av Kusnezov 1929. Metropis nigrifrons ingår i släktet Metropis och familjen sporrstritar. Inga underarter finns listade i Catalogue of Life.